# كلارنس سبنسر
كلارنس سبنسر (بالإنجليزية: Clarence Spencer)‏ (5 أغسطس 1909 في المملكة المتحدة - 1 يناير 1979) هو لاعب كرة قدم بريطاني (وحمل سابقاً جنسية المملكة المتحدة لبريطانيا العظمى وأيرلندا) في مركز جناح ‏. لعب مع برمنغهام سيتي وبورت فايل ونادي كارلايل يونايتد ونورويتش سيتي ونادي بارو.